# Concistori di papa Francesco

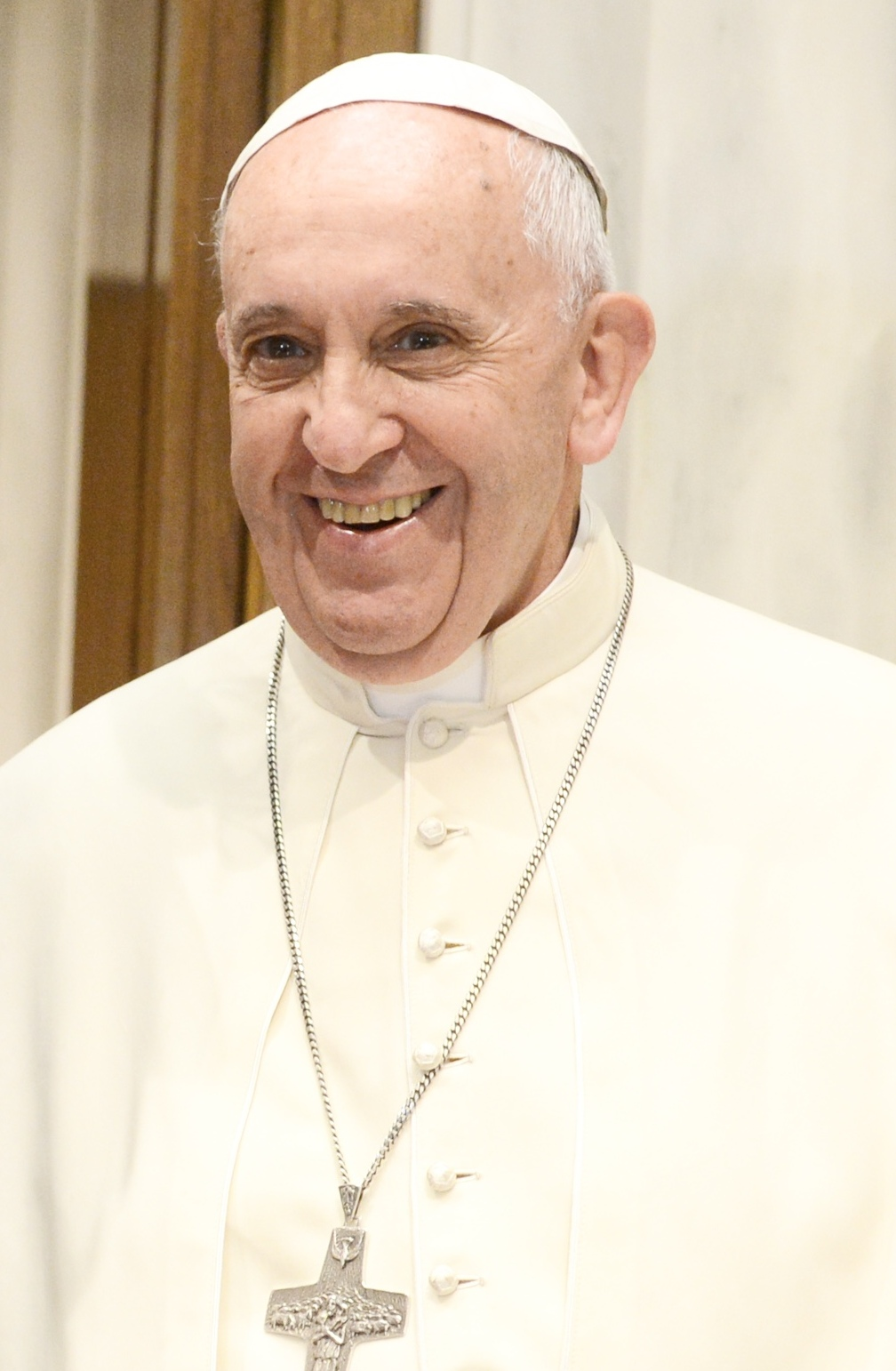
Papa Francesco

Questa voce raccoglie l'elenco completo dei concistori per la creazione di nuovi cardinali presieduti da papa Francesco, con l'indicazione di tutti i cardinali creati. Si tratta di dieci concistori nei quali sono stati creati 163 cardinali, di cui 133 elettori e 30 non elettori. Tra i porporati figura il suo immediato successore: papa Leone XIV. Essi sono provenienti da 73 nazioni, di cui 23 non avevano mai avuto prima un cardinale. I nominativi sono posti in ordine di creazione.

## 22 febbraio 2014
Il 22 febbraio 2014 papa Francesco ha presieduto per la prima volta un concistoro per la creazione di 19 nuovi cardinali, di cui 16 elettori e 3 non elettori.
La convocazione del concistoro era stata annunciata dallo stesso Pontefice, il 12 gennaio 2014, dopo la preghiera dell'Angelus.
I sedici nuovi elettori sono:
- Pietro Parolin, arcivescovo (titolo personale) titolare di Acquapendente, Segretario di Stato; creato cardinale presbitero dei Santi Simone e Giuda Taddeo a Torre Angela;
- Lorenzo Baldisseri, arcivescovo (titolo personale) titolare di Diocleziana, segretario generale del Sinodo dei vescovi; creato cardinale diacono di Sant'Anselmo all'Aventino;
- Gerhard Ludwig Müller, arcivescovo-vescovo emerito di Ratisbona, prefetto della Congregazione per la dottrina della fede; creato cardinale diacono di Sant'Agnese in Agone;
- Beniamino Stella, arcivescovo (titolo personale) titolare di Midila, prefetto della Congregazione per il clero; creato cardinale diacono dei Santi Cosma e Damiano;
- Vincent Gerard Nichols, arcivescovo metropolita di Westminster (Inghilterra), creato cardinale presbitero del Santissimo Redentore e Sant'Alfonso in via Merulana;
- Leopoldo José Brenes Solórzano, arcivescovo metropolita di Managua (Nicaragua), creato cardinale presbitero di San Gioacchino ai Prati di Castello;
- Gérald Cyprien Lacroix, I.S.P.X., arcivescovo metropolita di Québec (Canada), creato cardinale presbitero di San Giuseppe all'Aurelio;
- Jean-Pierre Kutwa, arcivescovo metropolita di Abidjan (Costa d'Avorio), creato cardinale presbitero di Santa Emerenziana a Tor Fiorenza;
- Orani João Tempesta, O.Cist., arcivescovo metropolita di Rio de Janeiro (Brasile), creato cardinale presbitero di Santa Maria Madre della Provvidenza a Monte Verde;
- Gualtiero Bassetti, arcivescovo metropolita di Perugia-Città della Pieve (Italia), creato cardinale presbitero di Santa Cecilia;
- Mario Aurelio Poli, arcivescovo metropolita di Buenos Aires (Argentina), creato cardinale presbitero di San Roberto Bellarmino;
- Andrew Yeom Soo-jung, arcivescovo metropolita di Seul (Corea), creato cardinale presbitero di San Crisogono;
- Ricardo Ezzati Andrello, S.D.B., arcivescovo metropolita di Santiago del Cile (Cile), creato cardinale presbitero del Santissimo Redentore a Val Melaina;
- Philippe Nakellentuba Ouédraogo, arcivescovo metropolita di Ouagadougou (Burkina Faso), creato cardinale presbitero di Santa Maria Consolatrice al Tiburtino;
- Orlando Beltran Quevedo, O.M.I., arcivescovo metropolita di Cotabato (Filippine), creato cardinale presbitero di Santa Maria Regina Mundi a Torre Spaccata;
- Chibly Langlois, vescovo di Les Cayes (Haiti), creato cardinale presbitero di San Giacomo in Augusta - è il primo cardinale originario di Haiti.

I tre cardinali non elettori "che si sono distinti per il loro servizio alla Santa Sede e alla Chiesa" sono:
- Loris Francesco Capovilla, arcivescovo titolare di Mesembria, prelato territoriale emerito di Loreto (Italia); creato cardinale presbitero di Santa Maria in Trastevere; deceduto il 26 maggio 2016;
- Fernando Sebastián Aguilar, C.M.F., arcivescovo metropolita emerito di Pamplona e Tudela (Spagna), creato cardinale presbitero di Sant'Angela Merici; deceduto il 24 gennaio 2019;
- Kelvin Edward Felix, arcivescovo metropolita emerito di Castries (Saint Lucia), creato cardinale presbitero di Santa Maria della Salute a Primavalle - è il primo cardinale originario della Dominica; deceduto il 30 maggio 2024.

In questo concistoro viene creato il secondo cardinale più anziano di sempre al momento della nomina nella storia della Chiesa cattolica (dopo Angelo Acerbi, creato il 7 dicembre 2024): Loris Francesco Capovilla (98 anni, 4 mesi e 8 giorni). Si tratta del primo concistoro dal 30 giugno 1979 in cui non sono creati nuovi cardinali provenienti dagli Stati Uniti d'America.
Significativa inoltre l'assegnazione della porpora per la prima volta a un prelato haitiano, il che testimonia l'attenzione del pontefice ai popoli dell'America Latina e, in genere, a quelli più poveri e travagliati da grossi problemi sociali.
Per la prima volta non fu rispettato il privilegio contenuto nella bolla Inter praecipuas concessa da papa Clemente XII ai patriarchi di Lisbona Occidentale di essere creati cardinali nel primo concistoro dopo la loro elezione: Manuel José Macário do Nascimento Clemente era stato eletto patriarca di Lisbona dallo stesso papa Francesco il 18 maggio 2013, ma sarà creato cardinale solo nel concistoro successivo.

## 14 febbraio 2015
Il 14 febbraio 2015 papa Francesco ha presieduto un concistoro per la creazione di 20 nuovi cardinali, di cui 15 elettori e 5 non elettori.
La convocazione del concistoro era stata annunciata dallo stesso Pontefice, il 4 gennaio 2015, dopo la preghiera dell'Angelus.
I quindici nuovi elettori sono:
- Dominique Mamberti, arcivescovo (titolo personale) titolare di Sagona, prefetto del Supremo tribunale della Segnatura apostolica; creato cardinale diacono di Santo Spirito in Sassia;
- Manuel José Macário do Nascimento Clemente, patriarca di Lisbona (Portogallo); creato cardinale presbitero di Sant'Antonio in Campo Marzio;
- Berhaneyesus Demerew Souraphiel, C.M., arcieparca metropolita di Addis Abeba degli Etiopi (Etiopia); creato cardinale presbitero di San Romano martire;
- John Atcherley Dew, arcivescovo metropolita di Wellington (Nuova Zelanda); creato cardinale presbitero di Sant'Ippolito;
- Edoardo Menichelli, arcivescovo metropolita di Ancona-Osimo (Italia); creato cardinale presbitero dei Sacri Cuori di Gesù e Maria a Tor Fiorenza;
- Pierre Nguyên Văn Nhon, arcivescovo metropolita di Hanoi (Vietnam); creato cardinale presbitero di San Tommaso Apostolo;
- Alberto Suárez Inda, arcivescovo metropolita di Morelia (Messico); creato cardinale presbitero di San Policarpo;
- Charles Maung Bo, S.D.B., arcivescovo metropolita di Yangon (Birmania); creato cardinale presbitero di Sant'Ireneo a Centocelle - è il primo cardinale originario della Birmania;
- Francis Xavier Kriengsak Kovithavanij, arcivescovo metropolita di Bangkok (Thailandia); creato cardinale presbitero di Santa Maria Addolorata;
- Francesco Montenegro, arcivescovo metropolita di Agrigento (Italia); creato cardinale presbitero dei Santi Andrea e Gregorio al Monte Celio;
- Daniel Fernando Sturla Berhouet, S.D.B., arcivescovo metropolita di Montevideo (Uruguay); creato cardinale presbitero di Santa Galla;
- Ricardo Blázquez Pérez, arcivescovo metropolita di Valladolid (Spagna); creato cardinale presbitero di Santa Maria in Vallicella;
- José Luis Lacunza Maestrojuán, O.A.R., vescovo di David (Panamá); creato cardinale presbitero di San Giuseppe da Copertino - è il primo cardinale di Panama;
- Arlindo Gomes Furtado, vescovo di Santiago di Capo Verde (Capo Verde); creato cardinale presbitero di San Timoteo - è il primo cardinale originario di Capo Verde;
- Soane Patita Paini Mafi, vescovo di Tonga (Tonga); creato cardinale presbitero di Santa Paola Romana; all'epoca era il più giovane cardinale vivente - è il primo cardinale originario di Tonga.

I cinque cardinali non elettori "che si sono distinti per la loro carità pastorale nel servizio alla Santa Sede e alla Chiesa" sono:
- José de Jesús Pimiento Rodríguez, arcivescovo metropolita emerito di Manizales (Colombia); creato cardinale presbitero di San Giovanni Crisostomo a Monte Sacro Alto, deceduto il 3 settembre 2019;
- Luigi De Magistris, arcivescovo (titolo personale) titolare di Nova, pro-penitenziere maggiore emerito; creato cardinale diacono dei Santissimi Nomi di Gesù e Maria in Via Lata, deceduto il 16 febbraio 2022;
- Karl-Joseph Rauber, arcivescovo (titolo personale) titolare di Giubalziana, nunzio apostolico emerito in Belgio e Lussemburgo; creato cardinale diacono di Sant'Antonio di Padova a Circonvallazione Appia; deceduto il 26 marzo 2023;
- Luis Héctor Villalba, arcivescovo metropolita emerito di Tucumán (Argentina); creato cardinale presbitero di San Girolamo a Corviale;
- Júlio Duarte Langa, vescovo emerito di Xai-Xai (Mozambico); creato cardinale presbitero di San Gabriele dell'Addolorata.

In questo concistoro viene creato il quarto cardinale più anziano di sempre al momento della nomina nella storia della Chiesa cattolica (dopo Angelo Acerbi, creato il 7 dicembre 2024, Loris Francesco Capovilla, creato il 22 febbraio 2014, e Luis Pascual Dri, O.F.M.Cap., creato il 30 settembre 2023): José de Jesús Pimiento Rodríguez (4 giorni dopo il concistoro, avrebbe compiuto 96 anni).

## 19 novembre 2016
Il 19 novembre 2016 papa Francesco ha presieduto un concistoro per la creazione di 17 nuovi cardinali, di cui 13 elettori e 4 non elettori.
La convocazione del concistoro era stata annunciata dallo stesso Pontefice, il 9 ottobre 2016, dopo la preghiera dell'Angelus.
I tredici nuovi elettori sono:
- Mario Zenari, arcivescovo (titolo personale) titolare di Zuglio, nunzio apostolico in Siria; creato cardinale diacono di Santa Maria alle Grazie delle Fornaci fuori porta Cavalleggeri;
- Dieudonné Nzapalainga, C.S.Sp., arcivescovo metropolita di Bangui (Repubblica Centrafricana); creato cardinale presbitero di Sant'Andrea della Valle; è il primo cardinale originario dalla Repubblica Centrafricana;
- Carlos Osoro Sierra, arcivescovo metropolita di Madrid (Spagna); creato cardinale presbitero di Santa Maria in Trastevere;
- Sérgio da Rocha, arcivescovo metropolita di Brasilia (Brasile); creato cardinale presbitero della Santa Croce in Via Flaminia;
- Blase Joseph Cupich, arcivescovo metropolita di Chicago (Stati Uniti); creato cardinale presbitero di San Bartolomeo all'Isola;
- Patrick D'Rozario, C.S.C., arcivescovo metropolita di Dacca (Bangladesh); creato cardinale presbitero di Nostra Signora del Santissimo Sacramento e santi martiri canadesi - è il primo cardinale originario del Bangladesh;
- Baltazar Enrique Porras Cardozo, arcivescovo metropolita di Mérida (Venezuela); creato cardinale presbitero dei Santi Giovanni Evangelista e Petronio;
- Jozef De Kesel, arcivescovo metropolita di Malines-Bruxelles (Belgio); creato cardinale presbitero dei Santi Giovanni e Paolo;
- Maurice Piat, C.S.Sp., vescovo di Port-Louis (Mauritius); creato cardinale presbitero di Santa Teresa al Corso d'Italia;
- Kevin Joseph Farrell, vescovo emerito di Dallas, prefetto del Dicastero per i laici, la famiglia e la vita; creato cardinale diacono di San Giuliano Martire;
- Carlos Aguiar Retes, arcivescovo metropolita di Tlalnepantla (Messico); creato cardinale presbitero dei Santi Fabiano e Venanzio a Villa Fiorelli;
- John Ribat, M.S.C., arcivescovo metropolita di Port Moresby (Papua Nuova Guinea); creato cardinale presbitero di San Giovanni Battista de' Rossi - è il primo cardinale originario della Papua Nuova Guinea;
- Joseph William Tobin, C.SS.R., arcivescovo metropolita di Newark (Stati Uniti)[9]; creato cardinale presbitero di Santa Maria delle Grazie a Via Trionfale.

Ad essi si aggiungono anche quattro cardinali ultraottantenni, "un arcivescovo e due vescovi emeriti che si sono distinti nel loro servizio pastorale ed un presbitero che ha reso una chiara testimonianza cristiana. Essi rappresentano tanti vescovi e sacerdoti che in tutta la Chiesa edificano il Popolo di Dio, annunciando l'amore misericordioso di Dio nella cura quotidiana del gregge del Signore e nella confessione della fede":
- Anthony Soter Fernandez, arcivescovo metropolita emerito di Kuala Lumpur (Malaysia); creato cardinale presbitero di Sant'Alberto Magno - è il primo cardinale originario della Malaysia; deceduto il 28 ottobre 2020;
- Renato Corti, vescovo emerito di Novara (Italia); creato cardinale presbitero di San Giovanni a Porta Latina, deceduto il 12 maggio 2020;
- Sebastian Koto Khoarai, O.M.I., vescovo emerito di Mohale's Hoek (Lesotho); creato cardinale presbitero di San Leonardo da Porto Maurizio ad Acilia - è il primo cardinale originario del Lesotho; deceduto il 17 aprile 2021;
- Ernest Simoni, presbitero dell'arcidiocesi di Scutari-Pult (Albania); creato cardinale diacono di Santa Maria della Scala.

Con il concistoro del 19 novembre 2016 il Sacro Collegio ha raggiunto il numero di 228 cardinali viventi (compresi i non elettori), provenienti da 79 nazioni, nuovo record storico, mai raggiunto prima nella storia della Chiesa cattolica. In questo concistoro è stato creato il primo cardinale nato dopo il Concilio Vaticano II, Dieudonné Nzapalainga, C.S.Sp., arcivescovo di Bangui (Repubblica Centrafricana).

## 28 giugno 2017
Il 28 giugno 2017 papa Francesco ha presieduto un concistoro per la creazione di 5 nuovi cardinali.
La convocazione del concistoro era stata annunciata dallo stesso Pontefice, il 21 maggio 2017, dopo la preghiera del Regina Caeli.
I cinque nuovi porporati sono:
- Jean Zerbo, arcivescovo metropolita di Bamako (Mali); creato cardinale presbitero di Sant'Antonio da Padova in via Tuscolana; è il primo cardinale originario del Mali;
- Juan José Omella, arcivescovo metropolita di Barcellona (Spagna); creato cardinale presbitero di Santa Croce in Gerusalemme;
- Anders Arborelius, O.C.D., vescovo di Stoccolma (Svezia); creato cardinale presbitero di Santa Maria degli Angeli - è il primo cardinale originario della Svezia e anche della Scandinavia;
- Louis-Marie Ling Mangkhanekhoun, vescovo titolare di Acque Nuove di Proconsolare, vicario apostolico di Paksé (Laos); creato cardinale presbitero di San Silvestro in Capite; è il primo cardinale originario del Laos;
- Gregorio Rosa Chávez, vescovo titolare di Mulli, vescovo ausiliare di San Salvador (El Salvador); creato cardinale presbitero del Santissimo Sacramento a Tor de' Schiavi - è il primo cardinale originario di El Salvador.

Anders Arborelius è il primo convertito creato cardinale dal 2 febbraio 1983, quando papa Giovanni Paolo II creò cardinale l'arcivescovo di Parigi Jean-Marie Lustiger, in precedenza ebreo. Louis-Marie Ling Mangkhanekhoun è il primo vicario apostolico creato cardinale dal 18 febbraio 1946, quando papa Pio XII creò cardinale il vicario apostolico di Qingdao, Thomas Tien Ken-sin, futuro arcivescovo di Pechino. Inoltre, Gregorio Rosa Chávez è il primo vescovo ausiliare creato cardinale dal 16 dicembre 1935, quando papa Pio XI creò cardinale il vescovo ausiliare di Parigi Alfred-Henri-Marie Baudrillart. Con il concistoro del 28 giugno 2017, 83 nazioni sono rappresentate nel Sacro Collegio, nuovo record storico, mai raggiunto prima nella storia della Chiesa cattolica. Infine è la prima cerimonia di Francesco in cui tutti i neo porporati sono presenti.

## 28 giugno 2018
Il 28 giugno 2018 papa Francesco ha presieduto un concistoro per la creazione di 14 nuovi cardinali, di cui 11 elettori e 3 non elettori.
La convocazione del concistoro, inizialmente prevista per il 29 giugno, era stata annunciata dallo stesso Pontefice, il 20 maggio 2018, dopo la preghiera del Regina Caeli; successivamente un avviso dell'Ufficio delle celebrazioni liturgiche ha precisato che il concistoro si sarebbe tenuto il 28 giugno.
Gli undici nuovi elettori sono:
- Louis Raphaël I Sako, patriarca di Babilonia dei Caldei (Iraq), creato cardinale vescovo mantenendo il proprio titolo patriarcale;
- Luis Francisco Ladaria Ferrer, S.I., arcivescovo (titolo personale) titolare di Tibica, prefetto della Congregazione per la dottrina della fede, creato cardinale diacono di Sant'Ignazio di Loyola in Campo Marzio;
- Angelo De Donatis, arcivescovo (titolo personale) titolare di Mottola, vicario generale per la diocesi di Roma (Italia), creato cardinale presbitero di San Marco;
- Giovanni Angelo Becciu, arcivescovo (titolo personale) titolare di Roselle, sostituto per gli affari generali della Segreteria di Stato della Santa Sede, creato cardinale diacono di San Lino; il 24 settembre 2020 papa Francesco accetta la sua rinunzia ai diritti e ai privilegi del cardinalato;
- Konrad Krajewski, arcivescovo (titolo personale) titolare di Benevento, elemosiniere di Sua Santità, creato cardinale diacono di Santa Maria Immacolata all'Esquilino;
- Joseph Coutts, arcivescovo metropolita di Karachi (Pakistan), creato cardinale presbitero di San Bonaventura da Bagnoregio;
- António Augusto dos Santos Marto, vescovo di Leiria-Fátima (Portogallo), creato cardinale presbitero di Santa Maria sopra Minerva;
- Pedro Ricardo Barreto Jimeno, S.I., arcivescovo metropolita di Huancayo (Perù), creato cardinale presbitero dei Santi Pietro e Paolo a Via Ostiense;
- Désiré Tsarahazana, arcivescovo metropolita di Toamasina (Madagascar), creato cardinale presbitero di San Gregorio Barbarigo alle Tre Fontane;
- Giuseppe Petrocchi, arcivescovo metropolita dell'Aquila (Italia), creato cardinale presbitero di San Giovanni Battista dei Fiorentini;
- Thomas Aquino Manyo Maeda, arcivescovo metropolita di Osaka (Giappone), creato cardinale presbitero di Santa Pudenziana.

Ad essi si aggiungono anche tre cardinali ultraottantenni, "un arcivescovo, un vescovo ed un religioso che si sono distinti nel loro servizio alla Chiesa":
- Sergio Obeso Rivera, arcivescovo metropolita emerito di Jalapa (Messico), creato cardinale presbitero di San Leone I; deceduto l'11 agosto 2019;
- Toribio Porco Ticona, vescovo prelato emerito di Corocoro (Bolivia), creato cardinale presbitero dei Santi Gioacchino e Anna al Tuscolano;
- Aquilino Bocos Merino, C.M.F., religioso claretiano, elevato arcivescovo (titolo personale) titolare di Urusi, creato cardinale diacono di Santa Lucia del Gonfalone.

Con il concistoro del 28 giugno 2018, 88 nazioni sono rappresentate nel Sacro Collegio, nuovo record storico, mai raggiunto prima nella storia della Chiesa cattolica.

## 5 ottobre 2019
Il 5 ottobre 2019 papa Francesco ha presieduto un concistoro per la creazione di 13 nuovi cardinali, di cui 10 elettori e 3 non elettori.
La convocazione del concistoro era stata annunciata dallo stesso Pontefice, il 1º settembre 2019, dopo la preghiera dell'Angelus.
I dieci nuovi elettori sono:
- Miguel Ángel Ayuso Guixot, M.C.C.I., vescovo titolare di Luperciana, presidente del Pontificio consiglio per il dialogo interreligioso, creato cardinale diacono di San Girolamo della Carità; deceduto il 25 novembre 2024;
- José Tolentino de Mendonça, arcivescovo (titolo personale) titolare di Suava, archivista e bibliotecario di Santa Romana Chiesa, creato cardinale diacono dei Santi Domenico e Sisto;
- Ignatius Suharyo Hardjoatmodjo, arcivescovo metropolita di Giacarta (Indonesia), creato cardinale presbitero dello Spirito Santo alla Ferratella;
- Juan de la Caridad García Rodríguez, arcivescovo metropolita di San Cristóbal de la Habana (Cuba), creato cardinale presbitero dei Santi Aquila e Priscilla;
- Fridolin Ambongo Besungu, O.F.M.Cap., arcivescovo metropolita di Kinshasa (Repubblica Democratica del Congo), creato cardinale presbitero di San Gabriele Arcangelo all'Acqua Traversa;
- Jean-Claude Hollerich, S.I., arcivescovo di Lussemburgo (Lussemburgo), creato cardinale presbitero di San Giovanni Crisostomo a Monte Sacro Alto - è il primo cardinale originario del Lussemburgo;
- Álvaro Leonel Ramazzini Imeri, vescovo di Huehuetenango (Guatemala), creato cardinale presbitero di San Giovanni Evangelista a Spinaceto;
- Matteo Maria Zuppi, arcivescovo metropolita di Bologna (Italia), creato cardinale presbitero di Sant'Egidio;
- Cristóbal López Romero, S.D.B., arcivescovo di Rabat (Marocco), creato cardinale presbitero di San Leone I;
- Michael Czerny, S.I., elevato arcivescovo (titolo personale) titolare di Benevento, sottosegretario della Sezione migranti e rifugiati del Dicastero per il servizio dello sviluppo umano integrale, creato cardinale diacono di San Michele Arcangelo.

Oltre ai dieci cardinali elettori è stata annunciata la creazione di altri tre cardinali ultraottantenni "che si sono distinti per il loro servizio alla Chiesa":
- Michael Louis Fitzgerald, M.Afr., arcivescovo (titolo personale) titolare di Nepte, nunzio apostolico emerito in Egitto e delegato apostolico emerito presso l'Organizzazione della Lega degli Stati Arabi, creato cardinale diacono di Santa Maria in Portico Campitelli;
- Sigitas Tamkevičius, S.I., arcivescovo metropolita emerito di Kaunas (Lituania), creato cardinale presbitero di Sant'Angela Merici;
- Eugenio Dal Corso, P.S.D.P., vescovo emerito di Benguela (Angola), creato cardinale presbitero di Sant'Anastasia; deceduto il 20 ottobre 2024.

## 28 novembre 2020
Il 28 novembre 2020 papa Francesco ha presieduto un concistoro per la creazione di 13 nuovi cardinali, di cui 9 elettori e 4 non elettori.
La convocazione del concistoro era stata annunciata dallo stesso Pontefice, il 25 ottobre 2020, dopo la preghiera dell'Angelus.
I nove cardinali elettori sono:
- Mario Grech, vescovo emerito di Gozo, segretario generale del Sinodo dei vescovi; creato cardinale diacono dei Santi Cosma e Damiano;
- Marcello Semeraro, arcivescovo-vescovo emerito di Albano, prefetto della Congregazione delle cause dei santi; creato cardinale diacono di Santa Maria in Domnica;
- Antoine Kambanda, arcivescovo metropolita di Kigali (Ruanda); creato cardinale presbitero di San Sisto - è il primo cardinale originario del Ruanda;
- Wilton Daniel Gregory, arcivescovo metropolita di Washington (Stati Uniti d'America); creato cardinale presbitero dell'Immacolata Concezione di Maria a Grottarossa - è il primo cardinale afroamericano;
- Jose Fuerte Advincula, arcivescovo metropolita di Capiz (Filippine); creato cardinale presbitero di San Vigilio;
- Celestino Aós Braco, O.F.M.Cap., arcivescovo metropolita di Santiago del Cile (Cile); creato cardinale presbitero dei Santi Nereo ed Achilleo;
- Cornelius Sim, vescovo titolare di Puzia di Numidia, vicario apostolico di Brunei (Brunei); creato cardinale presbitero di San Giuda Taddeo Apostolo - è il primo cardinale originario del Brunei; deceduto il 29 maggio 2021;
- Augusto Paolo Lojudice, arcivescovo metropolita di Siena-Colle di Val d'Elsa-Montalcino (Italia); creato cardinale presbitero di Santa Maria del Buon Consiglio;
- Mauro Gambetti, O.F.M.Conv., elevato arcivescovo (titolo personale) titolare di Tisiduo, già custode generale del Sacro Convento di San Francesco in Assisi; creato cardinale diacono del Santissimo Nome di Maria al Foro Traiano.

Oltre ai nove cardinali elettori è stata annunciata la creazione di altri quattro cardinali ultraottantenni:
- Felipe Arizmendi Esquivel, vescovo emerito di San Cristóbal de Las Casas (Messico); creato cardinale presbitero di San Luigi Maria Grignion de Montfort;
- Silvano Maria Tomasi, C.S., arcivescovo (titolo personale) titolare di Asolo, nunzio apostolico, delegato speciale presso il Sovrano militare ordine di Malta; creato cardinale diacono di San Nicola in Carcere;
- Raniero Cantalamessa, O.F.M.Cap., predicatore della Casa Pontificia; creato cardinale diacono di Sant'Apollinare alle Terme Neroniane-Alessandrine;
- Enrico Feroci, elevato arcivescovo (titolo personale) titolare di Passo Corese, parroco di Santa Maria del Divino Amore a Castel di Leva; creato cardinale diacono di Santa Maria del Divino Amore a Castel di Leva.

In questo concistoro sono stati creati i primi cardinali originari del Brunei e del Ruanda; inoltre per la prima volta un afroamericano è diventato cardinale. Rispetto ai precedenti concistori, questo è stato caratterizzato da una maggiore presenza di cardinali italiani, di cui metà erano presbiteri al momento della nomina. Infine, è avvenuta la prima creazione a cardinale dal 1861 di un frate conventuale.

## 27 agosto 2022
Il 27 agosto 2022 papa Francesco ha presieduto un concistoro per la creazione di 20 nuovi cardinali, di cui 16 elettori e 4 non elettori.
La convocazione del concistoro era stata annunciata dallo stesso Pontefice, il 29 maggio 2022, dopo la preghiera del Regina Caeli.
I sedici elettori sono:
- Arthur Roche, arcivescovo-vescovo emerito di Leeds, prefetto del Dicastero per il culto divino e la disciplina dei sacramenti; creato cardinale diacono di San Saba;
- Lazarus You Heung-sik, arcivescovo-vescovo emerito di Daejeon, prefetto del Dicastero per il clero; creato cardinale diacono di Gesù Buon Pastore alla Montagnola;
- Fernando Vérgez Alzaga, L.C., arcivescovo (titolo personale) titolare di Villamagna di Proconsolare, presidente della Pontificia commissione per lo Stato della Città del Vaticano e presidente del Governatorato dello Stato della Città del Vaticano; creato cardinale diacono di Santa Maria della Mercede e Sant'Adriano a Villa Albani;
- Jean-Marc Aveline, arcivescovo metropolita di Marsiglia (Francia); creato cardinale presbitero di Santa Maria ai Monti;
- Peter Ebere Okpaleke, vescovo di Ekwulobia (Nigeria); creato cardinale presbitero dei Santi Martiri dell'Uganda a Poggio Ameno;
- Leonardo Ulrich Steiner, O.F.M., arcivescovo metropolita di Manaus (Brasile); creato cardinale presbitero di San Leonardo da Porto Maurizio ad Acilia;
- Filipe Neri António Sebastião do Rosário Ferrão, arcivescovo metropolita di Goa e Damão (India); creato cardinale presbitero di Santa Maria in Via;
- Robert Walter McElroy, vescovo di San Diego (Stati Uniti); creato cardinale presbitero di San Frumenzio ai Prati Fiscali;
- Virgílio do Carmo da Silva, S.D.B., arcivescovo metropolita di Dili (Timor Est) - è il primo cardinale originario di Timor Est; creato cardinale presbitero di Sant'Alberto Magno;
- Oscar Cantoni, vescovo di Como (Italia); creato cardinale presbitero di Santa Maria "Regina Pacis" a Monte Verde;
- Anthony Poola, arcivescovo metropolita di Hyderabad (India); creato cardinale presbitero dei Santi Protomartiri a Via Aurelia Antica;
- Paulo Cezar Costa, arcivescovo metropolita di Brasilia (Brasile); creato cardinale presbitero dei Santi Bonifacio e Alessio;
- Richard Kuuia Baawobr, M.Afr., vescovo di Wa (Ghana); creato cardinale presbitero di Santa Maria Immacolata di Lourdes a Boccea, deceduto il 27 novembre 2022;
- William Goh Seng Chye, arcivescovo di Singapore - è il primo cardinale originario di Singapore; creato cardinale presbitero di Santa Maria "Regina Pacis" in Ostia mare;
- Adalberto Martínez Flores, arcivescovo metropolita di Asunción (Paraguay) - è il primo cardinale originario del Paraguay; creato cardinale presbitero di San Giovanni a Porta Latina;
- Giorgio Marengo, I.M.C., vescovo titolare di Castra Severiana, prefetto apostolico di Ulan Bator (Mongolia) - è il cardinale più giovane del Sacro Collegio; creato cardinale presbitero di San Giuda Taddeo Apostolo;

Oltre ai sedici cardinali elettori è stata annunciata la creazione di altri quattro cardinali ultraottantenni:
- Jorge Enrique Jiménez Carvajal, C.I.M., arcivescovo emerito di Cartagena (Colombia); creato cardinale presbitero di Santa Dorotea;
- Arrigo Miglio, arcivescovo emerito di Cagliari (Italia); creato cardinale presbitero di San Clemente;
- Gianfranco Ghirlanda, S.I., teologo, già rettore della Pontificia Università Gregoriana; creato cardinale diacono del Santissimo Nome di Gesù;
- Fortunato Frezza, elevato arcivescovo (titolo personale) titolare di Treba, canonico di San Pietro in Vaticano; creato cardinale diacono di Santa Maria in Via Lata.

Assieme a questi ultimi, il papa aveva annunciato anche la creazione dell'ultraottantenne Lucas Van Looy, S.D.B., vescovo emerito di Gand (Belgio), che però ha successivamente chiesto e ottenuto la dispensa dalla nomina perché accusato di aver coperto abusi sessuali durante il suo ministero.

## 30 settembre 2023
Il 30 settembre 2023 papa Francesco ha presieduto un concistoro per la creazione di 21 nuovi cardinali, di cui 18 elettori e 3 non elettori. Tra di loro venne creato cardinale anche il suo immediato successore al soglio di Pietro, papa Leone XIV.
La convocazione del concistoro è stata annunciata il 9 luglio 2023, al termine della preghiera dell'Angelus.
Per la prima volta durante il pontificato di Francesco, il concistoro si è tenuto in piazza San Pietro e non nella Basilica Vaticana.
I diciotto elettori sono:
- Robert Francis Prevost, O.S.A., arcivescovo-vescovo emerito di Chiclayo, prefetto del Dicastero per i vescovi; creato cardinale diacono di Santa Monica; poi eletto papa con il nome di Leone XIV l'8 maggio 2025;
- Claudio Gugerotti, arcivescovo (titolo personale) titolare di Ravello, prefetto del Dicastero per le Chiese orientali; creato cardinale diacono di Sant'Ambrogio della Massima;
- Víctor Manuel Fernández, arcivescovo emerito di La Plata, prefetto del Dicastero per la dottrina della fede; creato cardinale diacono dei Santi Urbano e Lorenzo a Prima Porta;
- Emil Paul Tscherrig, arcivescovo (titolo personale) titolare di Voli, nunzio apostolico in Italia e a San Marino; creato cardinale diacono di San Giuseppe a Via Trionfale;
- Christophe Pierre, arcivescovo (titolo personale) titolare di Gunela, nunzio apostolico negli Stati Uniti d'America; creato cardinale diacono di San Benedetto fuori Porta San Paolo;
- Pierbattista Pizzaballa, O.F.M., patriarca di Gerusalemme dei Latini; creato cardinale presbitero di Sant'Onofrio;
- Stephen Brislin, arcivescovo metropolita di Città del Capo (Sudafrica); creato cardinale presbitero di Santa Maria Domenica Mazzarello;
- Ángel Sixto Rossi, S.I., arcivescovo metropolita di Córdoba (Argentina); creato cardinale presbitero di Santa Bernadette Soubirous;
- Luis José Rueda Aparicio, arcivescovo metropolita di Bogotà (Colombia); creato cardinale presbitero di San Luca a Via Prenestina;
- Grzegorz Ryś, arcivescovo metropolita di Łódź (Polonia); creato cardinale presbitero dei Santi Cirillo e Metodio;
- Stephen Ameyu Martin Mulla, arcivescovo metropolita di Giuba (Sudan del Sud) - è il primo cardinale originario del Sudan del Sud; creato cardinale presbitero di Santa Gemma Galgani;
- José Cobo Cano, arcivescovo metropolita di Madrid (Spagna); creato cardinale presbitero di Santa Maria in Monserrato degli Spagnoli;
- Protase Rugambwa, arcivescovo coadiutore di Tabora (Tanzania); creato cardinale presbitero di Santa Maria in Montesanto;
- Sebastian Francis, vescovo di Penang (Malaysia); creato cardinale presbitero di Santa Maria Causa Nostrae Laetitiae;
- Stephen Chow Sau-yan, S.I., vescovo di Hong Kong (Cina); creato cardinale presbitero di San Giovanni Battista de La Salle;
- François-Xavier Bustillo, O.F.M.Conv., vescovo di Ajaccio (Francia); creato cardinale presbitero di Santa Maria Immacolata di Lourdes a Boccea;
- Américo Manuel Alves Aguiar, vescovo di Setúbal (Portogallo)[23]; creato cardinale presbitero di Sant'Antonio da Padova in Via Merulana;
- Ángel Fernández Artime, S.D.B., rettore maggiore della Società salesiana di San Giovanni Bosco; creato cardinale diacono di Santa Maria Ausiliatrice in via Tuscolana.

I tre non elettori sono:
- Agostino Marchetto, arcivescovo (titolo personale) titolare di Astigi, segretario emerito del Pontificio consiglio della pastorale per i migranti e gli itineranti; creato cardinale diacono di Santa Maria Goretti;
- Diego Rafael Padrón Sánchez, arcivescovo emerito di Cumaná (Venezuela); creato cardinale presbitero di San Gaetano;
- Luis Pascual Dri, O.F.M Cap., confessore nel santuario di Nostra Signora di Pompei a Buenos Aires; creato cardinale diacono di Sant'Angelo in Pescheria; deceduto il 30 giugno 2025.

In questo concistoro viene creato il terzo cardinale più anziano di sempre al momento della nomina nella storia della Chiesa cattolica (dopo Angelo Acerbi e Loris Francesco Capovilla): Luis Pascual Dri (96 anni, 5 mesi e 13 giorni).
Per la seconda volta, dopo il concistoro del 2014, papa Francesco non rispettò il privilegio contenuto nella bolla Inter praecipuas concessa da papa Clemente XII ai patriarchi di Lisbona di essere creati cardinali nel primo concistoro dopo la loro elezione: Rui Manuel Sousa Valério, eletto patriarca di Lisbona il 18 agosto 2023, non è stato creato cardinale.

## 7 dicembre 2024
Il 7 dicembre 2024 papa Francesco ha presieduto un concistoro per la creazione di 21 nuovi cardinali, di cui 20 elettori e 1 non elettore.
La convocazione del concistoro, inizialmente prevista per l'8 dicembre, era stata annunciata dallo stesso Pontefice, il 6 ottobre 2024, al termine della preghiera dell'Angelus; successivamente un avviso dell'Ufficio delle celebrazioni liturgiche ha precisato che il concistoro si sarebbe tenuto il 7 dicembre. Il 4 novembre, tramite una nota della sala stampa della Santa Sede, è stata comunicata la volontà del papa di creare cardinale anche l'arcivescovo di Napoli Domenico Battaglia.
Il cardinale non elettore è:
- Angelo Acerbi, arcivescovo (titolo personale) titolare di Zella, prelato emerito del Sovrano Militare Ordine di Malta; creato cardinale diacono dei Santi Angeli Custodi a Città Giardino.

I venti cardinali elettori sono:
- Carlos Castillo Mattasoglio, arcivescovo metropolita di Lima (Perù); creato cardinale presbitero di Santa Maria delle Grazie a Casal Boccone;
- Vicente Bokalic Iglic, C.M., arcivescovo di Santiago del Estero (Argentina); creato cardinale presbitero di Santa Maria Maddalena in Campo Marzio;
- Luis Gerardo Cabrera Herrera, O.F.M., arcivescovo metropolita di Guayaquil (Ecuador); creato cardinale presbitero della Sacra Famiglia di Nazareth a Centocelle;
- Fernando Natalio Chomalí Garib, arcivescovo metropolita di Santiago del Cile (Cile); creato cardinale presbitero di San Mauro Abate;
- Tarcisius Isao Kikuchi, S.V.D., arcivescovo metropolita di Tokyo (Giappone); creato cardinale presbitero di San Giovanni Leonardi;
- Pablo Virgilio Siongco David, vescovo di Kalookan (Filippine); creato cardinale presbitero della Trasfigurazione di Nostro Signore Gesù Cristo;
- Ladislav Német, S.V.D., arcivescovo metropolita di Belgrado (Serbia) - è il primo cardinale originario della Serbia; creato cardinale presbitero di Santa Maria Stella Maris;
- Jaime Spengler, O.F.M., arcivescovo metropolita di Porto Alegre (Brasile); creato cardinale presbitero di San Gregorio Magno alla Magliana Nuova;
- Ignace Bessi Dogbo, arcivescovo metropolita di Abidjan (Costa d'Avorio); creato cardinale presbitero dei Santi Mario e Compagni Martiri;
- Jean-Paul Vesco, O.P., arcivescovo metropolita di Algeri (Algeria); creato cardinale presbitero del Sacro Cuore di Gesù agonizzante a Vitinia;
- Dominique Joseph Mathieu, O.F.M Conv., arcivescovo di Teheran-Ispahan (Iran); creato cardinale presbitero di Santa Giovanna Antida Thouret;
- Roberto Repole, arcivescovo metropolita di Torino e vescovo di Susa (Italia); creato cardinale presbitero di Gesù Divin Maestro alla Pineta Sacchetti;
- Baldassare Reina, arcivescovo (titolo personale) titolare di Acque di Mauritania, vicario generale per la diocesi di Roma (Italia); creato cardinale presbitero di Santa Maria Assunta e San Giuseppe a Primavalle;
- Francis Leo, arcivescovo metropolita di Toronto (Canada); creato cardinale presbitero di Santa Maria della Salute a Primavalle;
- Rolandas Makrickas, arcivescovo (titolo personale) titolare di Tolentino, arciprete coadiutore della basilica di Santa Maria Maggiore; creato cardinale diacono di Sant'Eustachio;
- Mykola Byčok, C.SS.R, eparca dei Santi Pietro e Paolo di Melbourne degli Ucraini (Australia); creato cardinale presbitero di Santa Sofia a Via Boccea;
- Timothy Radcliffe, O.P, già maestro generale dell'Ordine dei predicatori, teologo; creato cardinale diacono dei Santissimi Nomi di Gesù e Maria in via Lata;
- Fabio Baggio, C.S., arcivescovo (titolo personale) titolare eletto di Urusi, sottosegretario per la sezione migranti e rifugiati del dicastero per il servizio dello sviluppo umano integrale; creato cardinale diacono di San Filippo Neri in Eurosia;
- George Jacob Koovakad, arcivescovo titolare di Nisibi dei Caldei, officiale della segreteria di stato, organizzatore dei viaggi papali; creato cardinale diacono di Sant'Antonio di Padova a Circonvallazione Appia;
- Domenico Battaglia, arcivescovo metropolita di Napoli (Italia); creato cardinale presbitero di San Marco in Agro Laurentino.

Il papa aveva annunciato anche la creazione a cardinale di monsignor Paskalis Bruno Syukur, O.F.M., vescovo di Bogor (Indonesia), che però ha successivamente chiesto e ottenuto la dispensa dalla nomina. In questo concistoro è stato creato il cardinale più anziano di sempre al momento della nomina nella storia della Chiesa cattolica: Angelo Acerbi (99 anni e 75 giorni).

## Nazioni con i primi cardinali autoctoni
Nei concistori presieduti da papa Francesco, sono 23 le nazioni che hanno avuto il loro primo cardinale autoctono nella storia della Chiesa cattolica.

### Suddivisione per concistoro
| Concistoro     | Nazioni                                                                     | Totale |
| -------------- | --------------------------------------------------------------------------- | ------ |
| Febbraio 2014  | - Haiti - Dominica                                                          | 2      |
| Febbraio 2015  | - Birmania - Panama - Capo Verde - Tonga                                    | 4      |
| Novembre 2016  | - Rep. Centrafricana - Bangladesh - Papua Nuova Guinea - Malaysia - Lesotho | 5      |
| Giugno 2017    | - Mali - Svezia - Laos - El Salvador                                        | 4      |
| Ottobre 2019   | - Lussemburgo                                                               | 1      |
| Novembre 2020  | - Ruanda - Brunei                                                           | 2      |
| Agosto 2022    | - Timor Est - Singapore - Paraguay                                          | 3      |
| Settembre 2023 | - Sudan del Sud                                                             | 1      |
| Dicembre 2024  | - Serbia                                                                    | 1      |
| TOTALE         | TOTALE                                                                      | 23     |

### Suddivisione per continente
| Continente | Nazioni                                                                     | Totale |
| ---------- | --------------------------------------------------------------------------- | ------ |
| Europa     | - Lussemburgo - Serbia - Svezia                                             | 3      |
| America    | - Dominica - El Salvador - Haiti - Panama - Paraguay                        | 5      |
| Africa     | - Capo Verde - Lesotho - Mali - Rep. Centrafricana - Ruanda - Sudan del Sud | 6      |
| Asia       | - Bangladesh - Birmania - Brunei - Laos - Malaysia - Singapore - Timor Est  | 7      |
| Oceania    | - Tonga - Papua Nuova Guinea                                                | 2      |
| TOTALE     | TOTALE                                                                      | 23     |